# LISI (Unternehmen)
LISI (LInk Solution for Industry) ist ein an der Pariser Börse notiertes französisches Unternehmen, das in der Herstellung von Verbindungselementen und Komponenten für Industrie, Automobil- und Luftfahrtbranche sowie in der Medizintechnik engagiert ist. Das Unternehmen ist im Aktienindex CAC Small der Pariser Börse gelistet.

## Geschichte
LISI entstand aus dem im Jahr 1899 gegründeten Unternehmen der Familien Kohler und Dubail, die sich im Jahr 1960 mit zwei anderen Familienunternehmen aus der Region Franche-Comté zusammenschloss, Japy und Viellard-Migeon et Cie.

## Geschäftsbereiche
Die Unternehmensgruppe umfasst die Geschäftsbereiche Luft- und Raumfahrt, Automotive und Medizintechnik. Das Geschäft der Kosmetikbranche wurde im April 2011 an die Unternehmensgruppe Pochet verkauft.

### LISI Aerospace
Lisi Aerospace entwickelt und produziert Montagelösungen für die Luftfahrtindustrie. Im Jahr 2012 erzielte der Geschäftsbereich einen Umsatz von 1,08 Milliarden Euro, was 55 % der gesamten Geschäftstätigkeit der Unternehmensgruppe entsprach.

### LISI Automotive
Als Tochterunternehmen der französischen Unternehmensgruppe LISI ist das Unternehmen weltweit die Nummer sechs unter den Herstellern von Schraubverbindungen, Clip-Lösungen und mechanischen Sicherheitskomponenten für Industrie und Automobil.
Im Jahr 2012 hat LISI Automotive einen Umsatz von 426,6 Millionen Euro erwirtschaftet. Es beschäftigt 3 213 Mitarbeiter von insgesamt 8 909 in der Gruppe (Stand: 2012). LISI Automotive hat Unternehmen wie Former, Mecano, Mohr & Friedrich, Nomel, Knipping und Rapid übernommen.
LISI Automotive umfasst achtzehn Produktionsstätten (acht in Frankreich, fünf in Deutschland, eine in Spanien, eine in der Tschechischen Republik und zwei in China) sowie zwei Support-Standorte in Frankreich. Das Unternehmen stellt seine Befestigungselemente für die Automobil-Branche sowie Verbindungslösungen selbst her. Es ist ISO/TS 16949 und ISO 9001 zertifiziert. LISI Automotive ist Zulieferer der weltweit führenden Automobilhersteller und Erstausrüster wie Audi, BMW und DAIMLER.
LISI Automotive bietet Lösungen in drei Fachbereichen an: Schraubverbindungen, Clip-Lösungen und Mechanische Sicherheitskomponenten. LISI Automotive liefert damit Automobilhersteller, Automobil-Erstausrüster und Akteure der Nichtautomobilindustrie (Haushaltsgeräte, Transport, Elektroausrüstungen, Gebäude).
LISI Automotive verdankt seine Expertise zu dem Fachkenntnisse von Materialien und Industrieprozesse. LISI Automotive nutzt die Kaltumformung, Präzisionsbearbeitung, Kunststoffspritzguss, Metallschneiden oder die Oberflächenbehandlung.

### LISI Medical
LISI Medical ist ein international anerkannter Vertragspartner, industrielle Herstellung medizintechnischer Implantate und orthopädischen, traumatologischen und chirurgischen Instrumenten.